# Lobothelphusa barbouri
Lobothelphusa barbouri is een krabbensoort uit de familie van de Potamidae. De wetenschappelijke naam van de soort is voor het eerst geldig gepubliceerd in 1910 door Rathbun.